# Сітімі тоґарасі
Сітімі тоґарасі (яп. 七味唐辛子 — сім смаків червоного перцю) — японська смакова добавка зі спецій, серед яких основним компонентом є червоний перець. Також часто вживають абревіатуру сітімі (яп. 七味).
Назву сітімі тоґарасі вживали спочатку в районі Каміґата, а в місті Едо і його наступнику Токіо використовували термін нанаіро тоґарасі (яп. 七色唐辛子), який часто скорочували до нанаіро. Буває, що слово «червоний перець» в цій назві вимовляють як тонґарасі.
Головним компонентом є червоний перець, але назва походить від того, що загалом використовують сім різновидів спецій. Це не обов'язково мають бути одні й ті самі інгредієнти, і їх кількість не обмежується лише сімома. Різні виробники використовують різні компоненти і різну їх кількість.
Цю смакову добавку широко використовують для таких японських страв як: удон, соба та інших різновидів локшини, а також таких супів як: гюдон, юдофу, мідзутакі, бутадзіру тощо.